# Europeiska inomhusmästerskapen i friidrott 2005
Europeiska inomhusmästerskapen i friidrott 2005 arrangerades mellan den 4 och 6 mars 2005 i Madrid i Spanien. 
Förkortningar nedan: MR = mästerskapsrekord. VR = världsrekord.

## Resultat

### Herrar
| Gren          | Guld                                                           | Guld         | Silver                                                                        | Silver   | Brons                                                                          | Brons   |
| 60 meter      | Jason Gardener Storbritannien                                  | 6,55         | Ronald Pognon Frankrike                                                       | 6,62 (*) | Konstandin Vasiukov Ukraina                                                    | 6,62    |
| 200 meter     | Tobias Unger Tyskland                                          | 20,53        | Chris Lambert Storbritannien                                                  | 20,69    | Marcin Urbaś Polen                                                             | 21,04   |
| 400 meter     | David Gillick Irland                                           | 46,30        | David Canal Spanien                                                           | 46,64    | Sebastian Gatzka Tyskland                                                      | 46,88   |
| 800 meter     | Dmitrij Bogdanov Ryssland                                      | 1.48,61      | Antonio Manuel Reina Spanien                                                  | 1.48,76  | Juan de Dios Jurado Spanien                                                    | 1.49,11 |
| 1 500 meter   | Ivan Hesjko Ukraina                                            | 3.36,70 0MR0 | Juan Carlos Higuero Spanien                                                   | 3.37,98  | Reyes Estévez Spanien                                                          | 3.38,90 |
| 3 000 meter   | Alistair Cragg Irland                                          | 7.46,32      | John Mayock Storbritannien                                                    | 7.51,46  | Reyes Estévez Spanien                                                          | 7.51,65 |
| 60 m häck     | Ladji Doucouré Frankrike                                       | 7,50         | Felipe Vivancos Spanien                                                       | 7,61     | Robert Kronberg Sverige                                                        | 7,65    |
| 4 × 400 meter | Frankrike Richard Maunier Remi Wallard Brice Panel Marc Raquil | 3.07,90      | Storbritannien Dale Garland Daniel Cossins Richard Davenport Gareth Warburton | 3.09,53  | Ryssland Andrej Polukejev Aleksandr Usov Dmitrij Forsjev Aleksandr Brosjtjenko | 3.09,63 |
| Höjdhopp      | Stefan Holm Sverige                                            | 2,40 m 0MR0  | Jaroslav Rybakov Ryssland                                                     | 2,38 m   | Pavel Fomenko Ryssland                                                         | 2,32 m  |
| Stavhopp      | Igor Pavlov Ryssland                                           | 5,90 m 0MR0  | Denys Jurtjenko Ukraina                                                       | 5,85 m   | Tim Lobinger Tyskland                                                          | 5,80 m  |
| Längdhopp     | Joan Lino Martinez Spanien                                     | 8,37 m       | Bogdan Tarus Rumänien                                                         | 8,14 m   | Volodymir Zjuskov Ukraina                                                      | 7,99 m  |
| Tresteg       | Igor Spasovchodskij Ryssland                                   | 17,20 m      | Mykola Savolainen Ukraina                                                     | 17,01 m  | Aleksandr Petrenko Ryssland                                                    | 16,98 m |
| Kulstötning   | Joachim Olsen Danmark                                          | 21,19 m      | Rutger Smith Nederländerna                                                    | 20,79 m  | Manuel Martinez Spanien                                                        | 20,51 m |
| Sjukamp       | Roman Šebrle Tjeckien                                          | 6 232 p      | Aleksandr Pogorelov Ryssland                                                  | 6 111 p  | Roland Schwarzl Österrike                                                      | 6 064 p |

(*) 60 meter: Storbritanniens Mark Lewis-Francis, som slutade som tvåa med tiden 6,59, diskvalificerades senare för dopning och ströks.

### Damer
| Gren          | Guld                                                                          | Guld         | Silver                                                                 | Silver      | Brons                                                                       | Brons              |
| 60 meter      | Kim Gevaert Belgien                                                           | 7,16         | Yeoryia Kokloni Grekland                                               | 7,18        | Maria Karastamati Grekland                                                  | 7,25               |
| 200 meter     | Ivet Lalova Bulgarien                                                         | 22,91        | Karin Mayr-Krifka Österrike                                            | 22,94       | Jacqueline Poelman Nederländerna                                            | 23,42              |
| 400 meter     | Svetlana Pospelova Ryssland                                                   | 50,41        | Svjatlana Usovitj Vitryssland                                          | 50,55       | Irina Rosichina Ryssland                                                    | 52,05              |
| 800 meter     | Larisa Tjzjao Ryssland                                                        | 1.59,97      | Mayte Martinez Spanien                                                 | 2.00,52     | Natalja Tsiganova Ryssland                                                  | 2.01,62            |
| 1 500 meter   | Elena Iagar Rumänien                                                          | 4.03,09      | Corina Dumbravean Rumänien                                             | 4.05,88     | Hind Dehiba Frankrike                                                       | 4.07,20            |
| 3 000 meter   | Lidia Chojecka Polen                                                          | 8.43,76      | Susanne Pumper Österrike                                               | 8.47,74 (*) | Sabrina Mockenhaupt Tyskland                                                | 8.47,76            |
| 60 m häck     | Susanna Kallur Sverige                                                        | 7,80         | Jenny Kallur Sverige                                                   | 7,99        | Kirsten Bolm Tyskland                                                       | 8,00               |
| 4 × 400 meter | Ryssland: Tatiana Ljovina Julia Petionkina Irina Rosichina Svetlana Pospelova | 3.28,00 (CR) | Polen: Anna Pacholak Monika Bejnar Marta Chrust-Rozej Małgorzata Pskit | 3.29,37     | Storbritannien: Melanie Purkiss Donna Fraser Catherine Murphy Lee McConnell | 3.29,81            |
| Höjdhopp      | Anna Tjitjerova Ryssland                                                      | 2,01 m       | Ruth Beitia Spanien                                                    | 1,99 m      | Venelina Veneva Bulgarien                                                   | 1,97 m             |
| Stavhopp      | Jelena Isinbajeva Ryssland                                                    | 4,90 m 0VR0  | Anna Rogowska Polen                                                    | 4,75 m      | Monika Pyrek Polen                                                          | 4,70 m             |
| Längdhopp     | Naide Gomes Portugal                                                          | 6,70 m       | Stiliani Pilatou Grekland                                              | 6,64 m      | Adina Anton Rumänien Bianca Kappler Tyskland                                | 6,59 m 6,53 m (**) |
| Tresteg       | Viktoria Gurova Ryssland                                                      | 14,74 m      | Magdelin Martinez Italien                                              | 14,54 m     | Carlota Castrejana Spanien                                                  | 14,45 m            |
| Kulstötning   | Nadzeja Astaptjuk Vitryssland                                                 | 19,37 m      | Krystyna Zabawska Polen                                                | 18,96 m     | Olga Rjabinkina Ryssland                                                    | 18,83 m            |
| Femkamp       | Carolina Klüft Sverige                                                        | 4 949 p      | Kelly Sotherton Storbritannien                                         | 4733 p      | Natalja Dobrynska Ukraina                                                   | 4 667 p            |

(*) 3 000 meter: Turkiets Tezeta Desalegn-Dengersa tog ursprungligen silvret med tiden 8.46,65 men diskvalificerades senare för doping och ströks.
(**) Längdhopp: Tyskan Bianca Kappler fick bronsmedalj då man mätte fel i finalen.

## Medaljfördelning
| Nr                   | Nation               | Guld | Silver | Brons | Totalt |
| -------------------- | -------------------- | ---- | ------ | ----- | ------ |
| 1                    | Ryssland (RUS)       | 9    | 2      | 6     | 17     |
| 2                    | Sverige (SWE)        | 3    | 1      | 1     | 5      |
| 3                    | Frankrike (FRA)      | 2    | 1      | 1     | 4      |
| 4                    | Irland (IRL)         | 2    | 0      | 0     | 2      |
| 5                    | Spanien (ESP)        | 1    | 6      | 5     | 12     |
| 6                    | Storbritannien (GBR) | 1    | 4      | 1     | 6      |
| 7                    | Polen (POL)          | 1    | 3      | 2     | 6      |
| 8                    | Ukraina (UKR)        | 1    | 2      | 3     | 6      |
| 9                    | Rumänien (ROM)       | 1    | 2      | 1     | 4      |
| 10                   | Vitryssland (BLR)    | 1    | 1      | 0     | 2      |
| 11                   | Tyskland (GER)       | 1    | 0      | 5     | 6      |
| 12                   | Bulgarien (BUL)      | 1    | 0      | 1     | 2      |
| 13                   | Belgien (BEL)        | 1    | 0      | 0     | 1      |
| 13                   | Danmark (DEN)        | 1    | 0      | 0     | 1      |
| 13                   | Portugal (POR)       | 1    | 0      | 0     | 1      |
| 13                   | Tjeckien (CZE)       | 1    | 0      | 0     | 1      |
| 17                   | Grekland (GRE)       | 0    | 2      | 1     | 3      |
| 17                   | Österrike (AUT)      | 0    | 2      | 1     | 3      |
| 19                   | Nederländerna (NED)  | 0    | 1      | 1     | 2      |
| 20                   | Italien (ITA)        | 0    | 1      | 0     | 1      |
| Totalt (20 nationer) | Totalt (20 nationer) | 28   | 28     | 29    | 85     |